# Microregione di Parintins
Parintins è una microregione dello Stato di Amazonas in Brasile, appartenente alla mesoregione di Centro Amazonense.

## Comuni
Comprende 7 municipi:
- Barreirinha
- Boa Vista do Ramos
- Maués
- Nhamundá
- Parintins
- São Sebastião do Uatumã
- Urucará